# Ehemalige Eisenbahnbrücke (Darmstadt)
Die Ehemalige Eisenbahnbrücke ist eine Eisenbahnbrücke über den Darmbach in Darmstadt.

## Konstruktion und Geschichte
Die inzwischen zugemauerte einjochige Sandsteinbrücke über den Darmbach stammt aus der Bauzeit der Main-Rhein-Bahn um das Jahr 1857 und ist die älteste noch vorhandene Bahnbrücke in Darmstadt.
Als technisches Denkmal erinnert sie an die verkehrstechnische Erschließung Darmstadts im 19. Jahrhundert und an die Anbindung der Stadt an das internationale Schienennetz.

## Denkmalschutz
Das Bauwerk steht als typisches Beispiel für die Technik der 1850er Jahre in Darmstadt als Kulturdenkmal nach dem Hessischen Denkmalschutzgesetz unter Denkmalschutz.